# Wiktor Drymmer
Wiktor Tomir Drymmer (ur. 24 maja 1896 w Dobrzelinie, zm. 27 lipca 1975 w Ottawie) – dyplomata, żołnierz wywiadu – Oddziału II Sztabu Generalnego WP, kapitan piechoty Wojska Polskiego, sekretarz zarządu powołanego w Palestynie Związku Pracy dla Państwa, kawaler Orderu Virtuti Militari. 

## Życiorys
Syn Karola i Wiktorii ze Sroków, siostrzeniec Henryka, Antoniego i Wilhelma. Naukę rozpoczął w 1904 w prywatnej szkole koedukacyjnej w Rawie Mazowieckiej, potem w czteroklasowej Szkole Udziałowej, tamże. Od 1911 uczęszczał do Szkoły Handlowej Miejskiej w Kielcach, a po przeniesieniu ojca do Warszawy – do Szkoły Handlowej Zgromadzenia Kupców, którą ukończył w 1914.
Komendant obwodu POW w Siedlcach (Okręg III, wcześniej IX), adiutant komendanta Okręgu IX a (X) POW „Podlasie”. Od odzyskania niepodległości w 1918 pełnił służbę w Oddziale Wywiadowczym Grupy Podlaskiej i 22 pułku piechoty. Od 1919 w Oddziale II Sztabu Generalnego WP. W czasie wyprawy kijowskiej organizator siatki wywiadu na Ukrainie. Do 1923 pełnił funkcję pomocnika attaché wojskowego w Tallinnie, mjr. Konstantego Abłamowicza. Z dniem 15 grudnia 1923 został mianowany attaché wojskowym ad interim przy Poselstwie RP w Tallinnie. Wówczas pozostawał oficerem nadetatowym 22 pułku piechoty. Od 1929 zastępca kierownika Wydziału Prasowego Ministerstwa Spraw Zagranicznych. W latach 1931–1939 dyrektor Wydziału Personalnego MSZ, jednocześnie od 1933 dyrektor Departamentu Konsularnego MSZ. Z uwagi na łączenie tych dwu funkcji uważany za szarą eminencję polskiej dyplomacji. Najbliższy (obok Jana Szembeka) współpracownik ministra Józefa Becka.
W 1935 Drymmer przekonał ministra Becka, by w kierowanym przez niego wydziale konsularnym MSZ skupiła się cała polityka państwa w sprawach żydowskich. „Praca potoczyła się trzema torami: emigracja, studia i stałe informowanie społeczeństwa. Do pracy zabraliśmy się we trzech: dr A. Zarychta, naczelnik wydziału polityki emigracyjnej Departamentu Konsularnego, radca dr J. Wagner i ja”. Kierowany przez Drymmera Wydział Konsularny nawiązał  tajną współpracę z kierowaną przez Włodzimierza Żabotyńskiego Narodową Organizacją Zbrojną (Irgun Cewai Leumi, ארגון צבאי לאומי). Współpraca ta polegała na wspieraniu nielegalnej (z punktu widzenia Wielkiej Brytanii) emigracji polskich Żydów do Palestyny, przekazywaniu broni, a także szkoleniu wojskowym działaczy Irgunu. Na działania te rząd polski przekazał w formie pożyczki z funduszu Wydziału Konsularnego 212 tys. złotych. Szkolenia wojskowe prowadzono w Rembertowie oraz w ośrodku Oddziału II w Andrychowie, gdzie wiosną 1939 odbył się czteromiesięczny kurs dla przybyłych z Palestyny bojowników Irgunu. Dalsze plany, w tym przekazanie na potrzeby emigrantów polskiego statku pasażerskiego przerwał wybuch wojny.
W 1934 jako kapitan ze starszeństwem z dniem 1 czerwca 1919 zajmował 180 lokatę na liście starszeństwa oficerów stanu spoczynku piechoty. Pozostawał wówczas na ewidencji Powiatowej Komendy Uzupełnień Warszawa Miasto III z przydziałem mobilizacyjnym do Oficerskiej Kadry Okręgowej Nr I.
Po agresji Niemiec i ZSRR na Polskę we wrześniu 1939 na emigracji, początkowo w Rumunii, następnie w Palestynie. Tam nawiązał kontakt z Abrahamem Sternem, z którym przed wojną współpracował w Warszawie i z jego pomocą założył nielegalne (według władz brytyjskich, a później polskich władz wojskowych) propiłsudczykowskie pismo „Biuletyn Niezależnych”. Dzięki interwencji Drymmera u generała M. Karaszewicza-Tokarzewskiego kapral Mieczysław Biegun otrzymał bezterminowy urlop z polskiego wojska, a także zwolnienie z przysięgi wojskowej, co pozwoliło mu wstąpić, już pod nazwiskiem Menachem Begin, do Irgunu, a potem stanąć na czele tej organizacji.
W latach 1947–1949 w Polskim Korpusie Przysposobienia i Rozmieszczenia w Wielkiej Brytanii, następnie po 1951 na emigracji w Kanadzie. Pracował zawodowo jako tapicer.
W Londynie członek władz Ligi Niepodległości Polski, po 1951 odsunął się od działalności politycznej, poświęcając się pracy pisarskiej i społecznej w Stowarzyszeniu Polskich Kombatantów w Kanadzie i Teatrze Polskim w Ottawie, którego był współorganizatorem, administratorem, scenografem i reżyserem.
Pochowany 11 maja 1976 na Cmentarzu Wojskowym na Powązkach w Warszawie (kwatera A 12-1-28).

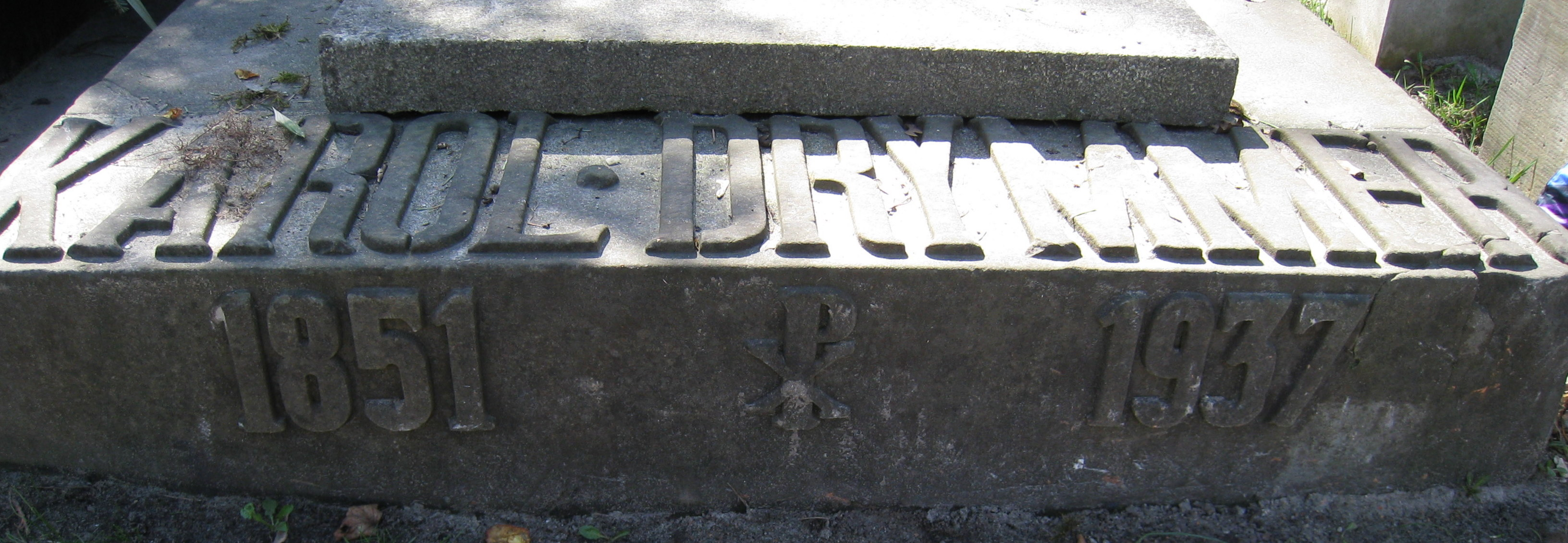
Fragment grobu rodziny Drymmerów na Powązkach Wojskowych w Warszawie

Żona Halina (Halszka) Trzcińska (1903–1987), córka Halina (1921–1985) – żona Juliusza Łukasiewicza.

## Ordery i odznaczenia
- Krzyż Srebrny Orderu Wojskowego Virtuti Militari[8] nr 7554 – 17 maja 1922[9][10]
- Krzyż Komandorski Orderu Odrodzenia Polski (11 listopada 1936)[11][12]
- Krzyż Niepodległości (13 kwietnia 1931)[13][8]
- Krzyż Oficerski Orderu Odrodzenia Polski (9 listopada 1931)[8]
- Krzyż Walecznych (trzykrotnie, po raz pierwszy w 1921)[8][14]
- Złoty Krzyż Zasługi (10 listopada 1938)[15][16]
- Medal Pamiątkowy za Wojnę 1918–1921[8]
- Medal Dziesięciolecia Odzyskanej Niepodległości[8]
- Wielki Oficer Orderu Krzyża Południa (Brazylia, 1936)[17]
- Komandor Orderu Krzyża Południa (Brazylia, 1934)[18]
- Komandor Orderu Świętego Sawy (Jugosławia)[8]
- Krzyż Wolności I kategorii III klasy (Estonia, 1923)[19]
- Order Gwiazdy Białej II klasy (Estonia, 1938)[20][21]
- Order Krzyża Orła III klasy (Estonia)[8]